# George Bacovia
George Bacovia (ur. 17 września 1881 w Bacău, zm. 22 maja 1957 w Bukareszcie) – rumuński poeta.

## Życiorys
Był synem Dimitrie Vasiliu i Zoi Langi. W 1928 roku ożenił się z Agathą Grigorescu i przeniósł się do Bukaresztu, gdzie mieszkał aż do śmierci. Został pochowany na cmentarzu Bellu.
Jego wiersze zostały zamieszczone w Antologii poezji rumuńskiej wydanej przez Państwowy Instytut Wydawniczy w 1989 roku. Tłumaczyli je Kazimiera Iłłakowiczówna, Emil Biedrzycki, Tadeusz Hollender, Danuta Bieńkowska, Emil Zegadłowicz i Irena Harasimowicz.

## Upamiętnienie
- Budynek w Bukareszcie, w którym w latach 1933–1957 mieszkał poeta, rok po jego śmierci, dzięki zabiegom jego żony, stał się muzeum. Oficjalnie status ten uzyskał w 1966 roku. Obecnie nosi nazwę Casa memorială „George și Agatha Bacovia”. Mieści się on przy ulicy George Becovii[2] i jest filią Narodowego Muzeum Literatury Rumuńskiej (Muzeul Național al Literaturii Române)[3]. Budynek został zbudowany w 1933 roku dzięki staraniom żony poety, Agathy. Zachowały się w nim oryginalne meble, a na wystawie pokazywane są fotografie i dokumenty związane z życiem i twórczością poety[2].
- 1 października 1971 roku w Bacău zostało otwarte muzeum Casa memorială George Bacovia. Mieści się ono przy ulicy nazwanej imieniem rumuńskiego poety[4].
- W 1992 roku powstał w Bacău prywatny uniwersytet noszący nazwę Universitatea George Bacovia din Bacău[5][6].
- Bacău jest nazywane miastem Bacovii, a jego imię w tym mieście nosi również teatr miejski[7].